# Municipio de Tingley
El municipio de Tingley (en inglés: Tingley Township) es un municipio ubicado en el condado de Ringgold en el estado estadounidense de Iowa. En el año 2010 tenía una población de 327 habitantes y una densidad poblacional de 3,55 personas por km².

## Geografía
El municipio de Tingley se encuentra ubicado en las coordenadas 40°51′13″N 94°11′19″O / 40.85361, -94.18861. Según la Oficina del Censo de los Estados Unidos, el municipio tiene una superficie total de 92.06 km², de la cual 91,49 km² corresponden a tierra firme y (0,62 %) 0,57 km² es agua.

## Demografía
Según el censo de 2010, había 327 personas residiendo en el municipio de Tingley. La densidad de población era de 3,55 hab./km². De los 327 habitantes, el municipio de Tingley estaba compuesto por el 99,08 % blancos y el 0,92 % eran de una mezcla de razas. Del total de la población el 0,61 % eran hispanos o latinos de cualquier raza.